# Roman chevaleresque
 (août 2024).
Si vous disposez d'ouvrages ou d'articles de référence ou si vous connaissez des sites web de qualité traitant du thème abordé ici, merci de compléter l'article en donnant les références utiles à sa vérifiabilité et en les liant à la section « Notes et références ».

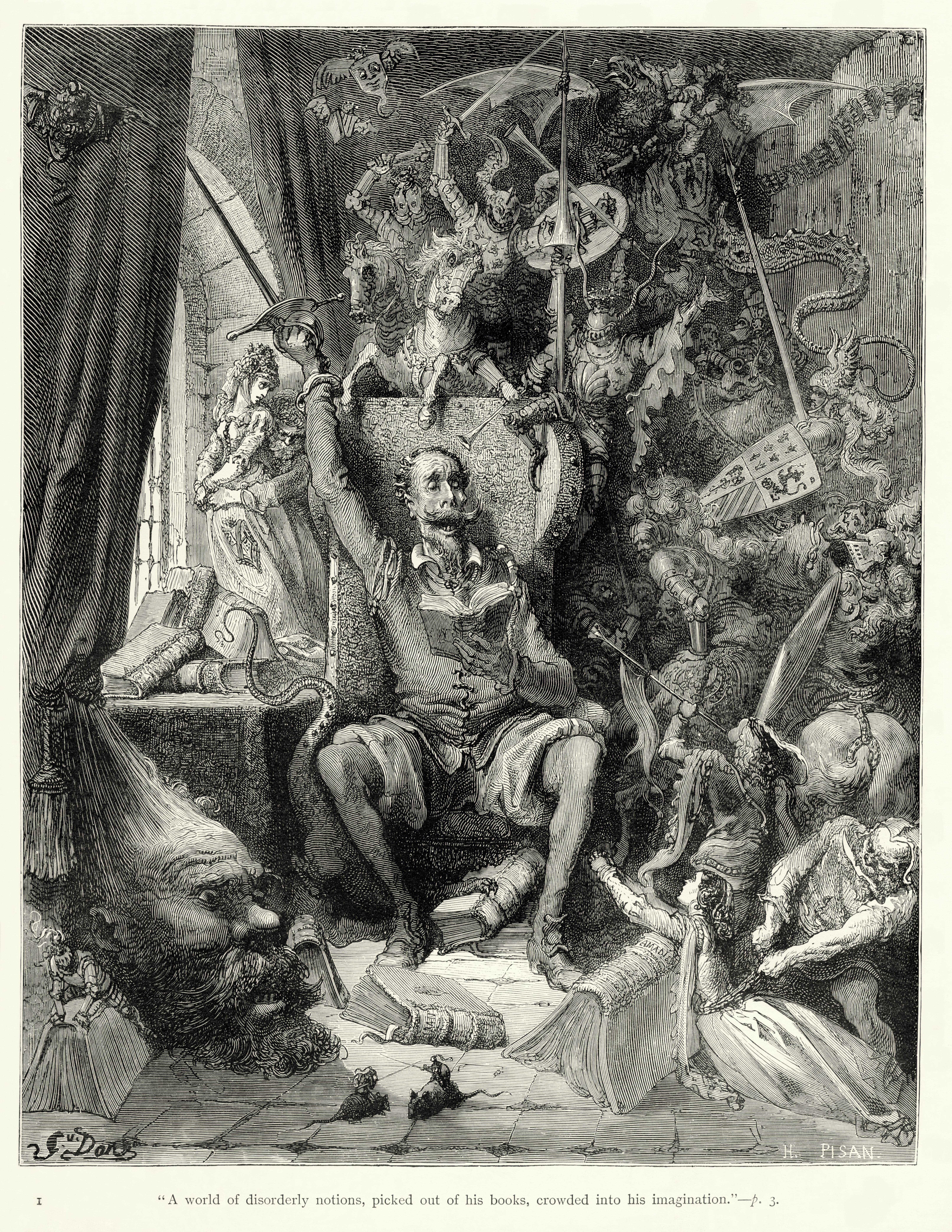
Portrait de don Quichotte

Bien que l'on confonde parfois roman chevaleresque et roman de chevalerie, ainsi que le fait Cervantès lui-même au chapitre six de la première partie de son Don Quichotte, il existe une différence entre ces deux genres, différence soulignée par le spécialiste espagnol Martí de Riquer : le roman chevaleresque renvoie à un monde possible, et parfois réel lorsqu'il s'agit de biographies de chevaliers qui appartiennent à l'histoire :
- Jehan le Maingre (1366-1421), connu sous le nom de Bouciquaut, héros du Livre des faits du bon messire Jehan le Maingre, du XVe siècle,
- Jacques de Lalaing (1421-1453), dans le Livre des faits de Jacques de Lalaing, également du XVe siècle,
- Don Pero Niño (1378-1453), chevalier castillan, protagoniste de Le Victorial (1448), chronique relatant ses exploits.

Parmi les fictions, outre le célèbre Tirant le Blanc de Joanot Martorell, on peut citer :
- Histoire et plaisante chronique du petit Jehan de Saintré et de la Dame des Belles-cousines, d'Antoine de La Sale (~1385~1462),
- Curial et Guelfe, anonyme catalan du XVe siècle.

Tirant le Blanc est une fiction qui s'appuie sur un modèle historique, à savoir l'aventure de Roger de Flor dans l'empire grec d'Andronic II : tout le roman semble sorti de la vie réelle. Lorsque le héros, Tirant le Blanc, se brise une jambe, il n'use d'aucun onguent qui lui permette de guérir en un clin d'œil. Mise à part l'histoire du chevalier Spertius, aux chapitres 410-413, on n'y trouve aucune trace de merveilleux, et c'est justement cette caractéristique du roman que loua Cervantès.
Les romans de chevalerie, par contre, regorgent de géants, de dragons, de magiciens et de magiciennes, d'onguents et autres éléments invraisemblables tirés de l'imagination des hommes, comme Érec et Énide, où l'on trouve un géant et autres fantaisies invraisemblables.